# Крајпуташ Владимиру Младеновићу у Трудељу
 Крајпуташ Владимиру Младеновићу у Трудељу  (Општина Горњи Милановац) налази се крај пута за Драгољ. Подигнут је у спомен Владимиру Матићу из Трудеља, који је погинуо на самом почетку Првог светског рата, 4. августа 1914. године у Вишеграду.
На спомен-плочи у селу се за датум смрти наводи се погрешна, 1912. година.

## Опис споменика
Крајпуташ припада типу капаша. Исклесан од сивог пешчара. Димензије стуба износе 120х30х18 cm, а капе 42х33х10 cm. Добро је очуван, осим што је готово у потпуности прекривен лишајем.
С предње стране уклесан је крст димензија 23х20 cm, испод кога је натпис плитком раму. Полеђина споменика је празна. На левом боку је приказана пушка са ремеником, а на десном стилизована биљка у саксији.

## Епитаф
СПОМЕН
ДИЖЕ
МИЉКО
МЛАДЕН
ОВИЋ СВОМ
ОЦУ ВЛА
ДИМИРУ
ЖИВИ 44 Г
А ПОГИБЕ
АУС РАТА
НА ВИШЕГ
РАДУ 4 АВГ
1914.